# 小行星6759
小行星6759是一颗围绕太阳公转的小行星。1980年5月21日，亨利·德波鸿诺在拉西拉天文台发现了此天体。
这颗小行星的绝对星等为78.21385496223336等。